# Szkolna Dywizja Grenadierów
Szkolna Dywizja Grenadierów,  niem. Grenadier-Lehr-Division – jedna z niemieckich dywizji grenadierów. Utworzona w sierpniu 1944 na poligonie Döberitz. Planowano jej użycie przeciwko Finlandii, która w tym okresie podpisywała pokój z ZSRR (operacja Tanne). Jeszcze w tym samym miesiącu przekształcona w 563 Dywizję Grenadierów Ludowych.

## Skład
- 1147 pułk grenadierów
- 1148 pułk grenadierów
- 1149 pułk grenadierów
- 1563 pułk artylerii
- jednostki dywizyjne